# Пушкарёв, Сергей Германович
Серге́й Ге́рманович Пушкарёв (англ. Sergei G. Pushkarev; 8 августа 1888 — 22 января 1984) — русский историк российского зарубежья, педагог. Участник Первой мировой войны, участник Гражданской войны в России на стороне Добровольческой армии, ВСЮР, Русской армии. В эмиграции в Чехословакии. После Второй мировой войны в США.

## Биография

### В России

#### Становление личности
Окончив в 1907 году с золотой медалью Курскую гимназию, Пушкарёв поступил на историко-филологический факультет Харьковского императорского университета, затем продолжил обучение в Киевском университете Св. Владимира. В студенческие годы Пушкарев увлёкся марксизмом и принял участие в социал-демократическом кружке, за что провёл в начале 1910 года два с половиной месяца в заключении в трёх тюрьмах — белгородской, курской и харьковской и был исключён из университета.
Проведя год под гласным надзором полиции в имении своих родителей в селе Прохоровка, в 1911 году выехал в Германию, где, с перерывом в 1912—1913 годах, когда вернувшись в Россию вновь оказался в заключении, до 1914 года проходил курс обучения в университетах сначала Гейдельберга, а затем Лейпцига.

#### Первая мировая война и революция 1917 года
После начала Первой мировой войны возвратился в Россию и смог с 1 января 1916 года возобновить прерванные из-за революционной деятельности занятия в Харьковском университете. После июньского наступления Керенского, испытывая душевную боль за судьбу России, Пушкарёв, несмотря на слабое зрение, из-за чего ему приходилось носить корректирующие очки или пенсне, записался в «армию революционной России» добровольцем. Пробыл в различных запасных и учебных частях до окончательной катастрофы Восточного фронта, ввиду развала Русской армии. Вернувшись в родительское имение, пережил ужасы установления советской власти, готовясь к государственным экзаменам, которые должны были бы состояться летом 1918 года. После заключения Брестского мира смог перебраться из имения родителей, оставшегося на территории Советской России в Харьков, в Украинскую Народную Республику, оказавшуюся под немецкой оккупацией. Сдав в мае 1918 года госэкзамен, был, по представлению профессора Клочкова, оставлен при Харьковском университете для подготовки к профессорскому званию по кафедре русской истории.

#### Участие в Гражданской войне
В июне 1919 года, после взятия Харькова Добровольческой армией, записался добровольцем в Сводно-стрелковый полк, был направлен на пулемётные курсы, после их окончания принимал участие в походе на Москву и в подавлении выступлений Махно. В декабре 1919 года, во время рейда махновцев на Екатеринослав, был тяжело ранен в правую ногу, пуля раздробила кость — но ему повезло — санитарный поезд забрал его в Симферополь. После выздоровления в июне 1920 года недолго служил в управлении авиации, затем по собственному почину был переведён вольноопределяющимся на вновь сформированный бронепоезд «Офицер». Во время Севастопольской эвакуации на борту парохода Добровольного флота «Саратов» навсегда покинул родину.

### В эмиграции

#### В Чехо-Словакии
В ноябре 1920 года Пушкарёв прибыл в Константинополь. К этому моменту в городе скопилось огромное количество русских беженцев. В начале 1921 года стало известно, что чехословацкое правительство объявило о начале «русской акции» — приглашении нескольких тысяч русских молодых людей для продолжения образования в чешских высших учебных заведениях за счёт Чехо-Словацкого государства, которое брало на себя расходы не только по обучению русской эмигрантской молодёжи, но даже на их проживание и питание. Для соответствия требованиям, предъявляемым к русским студентам, в различных центрах русской эмиграции были образованы учебные комиссии, экзаменовавшие кандидатов. Пушкарёв стал членом такой комиссии в Константинополе, экзаменуя кандидатов (в основном бывших белых воинов) по истории.
В конце 1921 года Пушкарёв в составе группы примерно ста русских студентов прибыл в Прагу, где поселился и занялся научной и педагогической работой. По выдержании в 1924 г. установленных испытаний на звание магистра русской истории и по прочтении пробных лекций в Союзе русских ученых («Русской Академической Группе») (секретарём которой он являлся), получил звание приват-доцента по кафедре русской истории. Состоял доцентом Русского народного университета (позднее переименованного в Русский свободный университет), постоянным научным сотрудником Чешской Академии Наук, членом Славянского Института в Праге. Здесь он подготовил ряд трудов по русской истории, напечатанных (на русском, чешском и английском языках) в разных изданиях и в виде отдельных публикаций, в частности работу: «Происхождение крестьянской поземельно-передельной общины в России», в 2-х частях (напечатано в «Записках Русского научно-исследовательского объединения в Праге» в 1939 и 1941 гг.).
В первой половине 1920-х годов Пушкарёв увлекался идеями евразийства, популярными в то время, но затем в них разочаровался. Когда этого ещё не произошло, по просьбе П. Н. Савицкого, Пушкарёв написал статью «Россия и Европа в их историческом прошлом», напечатанную в 5-й книге «Евразийского Временника» за 1927 год. Национально-трудовой союз нового поколения время от времени приглашал Пушкарёва читать лекции по истории для его членов.
Хотя с началом нацистской оккупации Чехословакии активность русских эмигрантских организаций была ограничена, но она не прекратилась вовсе. В дела русской академической среды немецкая администрация не вмешивалась, русское издательство работало вплоть до 1942 года. Как и большинство пражской русской интеллигенции Пушкарёв с полным сочувствием отнёсся к власовскому движению и его целям.
В апреле 1945 года, ввиду наступления Красной армии, Пушкарёв получив семейное разрешение на въезд в Германию для работы лектором в лётной школе РОА в Баварии (без разрешения немецких властей покинуть Чехословакию было невозможно), начал движение на запад, стараясь попасть в американскую зону оккупации, что ему удалось. До 1949 года он вместе с семьёй проживал в лагерях перемещённых лиц на территории Германии, где был директором и преподавателем средних школ для русских детей.

#### В США
В 1949 году ЮНРРА начала перевозку беженцев из немецких лагерей в США. 21 июля 1949 года Пушкарёвы прибыли в США и поселились в г. Нью-Хейвене. В 1950 году Пушкарёв поступил в Йельский университет в качестве преподавателя русского языка. Вышел на пенсию в 1953 году, но продолжил заниматься историческими исследованиями вплоть до 1976 года. В течение 1951—1952 учебного года прочел курс лекций по русской истории в Русском институте Фордемского университета, а летом 1954 года — в Русском институте Колумбийского университета в Нью-Йорке.

## Семья
Отец — Герман Иосифович (нотариус в Курске и землевладелец).
Мать — Александра Ивановна, урождённая Шатилова.
2 сентября 1927 года Пушкарев женился на Юлии Тихоновне Поповой (скончалась в США 19 августа 1961 года).
Сын Борис (род. 1929), один из лидеров Народно-трудового союза.
Двоюродный брат — Н. Н. Попов.

## Сочинения

### На английском языке
- А Sourcebook for Russian History from Early Times to 1917. New Haven: Yale University Press, 1972
  - Vol. I. Early Times to Late Seventeenth Century.
  - Vol. II. Peter the Great to Nicholas I.
  - Vol.III. Alexander II to the February Revolution.
- Dictionary of Russian Historical Terms from the Eleventh Century to 1917. New Haven: Yale University Press, 1970, 194 p.
- The Emergence of Modern Russia: 1801—1917. New York: Holt, Rinehart & Winston, 1963, 512 p.
- S. P. Melgunov. The Bolshevik Seizure of Power. Santa Barbara: ABC-Clio Press, 1972, 260 p.

### На русском языке
- Очерк истории крестьянского самоуправления в России. — Прага, 1924. — 43 с.
- Обзор русской истории. Нью-Йорк: Изд-во им. Чехова, 1953, 509 с.
- Россия в XIX веке (1801—1914). Нью-Йорк: Изд-во им. Чехова, 1956, 509 с.
- Учебник по истории России 1801—1917 годов
- Историография Русской Православной Церкви
- Крестьянская поземельно-передельная община в России, Newtonville, Mass.: Oriental Research Partners, 1976, 165 с.
- Роль православной Церкви в истории России. New York: Posev-USA, 1985, 125 с.
- Ленин и Россия. Сборник статей. — Франкфурт: Посев, 1978. — 196 с.
- Самоуправление и свобода в России. — Франкфурт: Посев, 1985. — 176 с.
- Воспоминания историка 1905 — 1945. — Посев, 1999. — 112 с. — (Библиотечка россиеведения №3. Журнал «Посев», специальный выпуск за 1999 г.).

Более полные библиографии содержатся в «Записках Русской Академической Группы в США» том XIX, Нью-Йорк, 1986 (169 названий) и в журнале «Библиография» № 4, Москва: «Книжная палата», 1994, стр. 88-99 (139 названий).